# Левковицька сільська рада (Овруцький район)
Левковицька сільська рада — колишня адміністративно-територіальна одиниця та орган місцевого самоврядування у Словечанському і Овруцькому районах Коростенської і Волинської округ, Київської й Житомирської областей Української РСР та України з адміністративним центром у с. Левковичі.

## Населені пункти
Сільській раді були підпорядковані населені пункти:
- с. Левковичі
- с. Левковицький Млинок
- с. Острови

## Населення
Кількість населення ради, станом на 1923 рік, становила 1 653 особи, кількість дворів — 338.
Відповідно до результатів перепису населення СРСР, кількість населення ради, станом на 12 січня 1989 року, становила 1 523 особи.
Станом на 5 грудня 2001 року, відповідно до перепису населення України, кількість мешканців сільської ради становила 1 065 осіб.

## Склад ради
Рада складалася з 16 депутатів та голови.

### Керівний склад сільської ради
| ПІБ                                | Основні відомості                                                                                     | Дата обрання | Дата звільнення |
| ---------------------------------- | --- | ------------ | --------------- |
| Невмержицький Микола Володимирович | Сільський голова, 1965 року народження, освіта, член Соціал-демократичної партії України (об'єднаної) | 26.03.2006   | 31.10.2010      |
| Невмержицький Микола Володимирович | Сільський голова, 1965 року народження, освіта вища, член Партії регіонів                             | 31.10.2010   |                 |

Примітка: таблиця складена за даними джерела

## Історія
Створена 1923 року в с. Левковичі Покалівської волості Овруцького повіту Волинської губернії. 12 січня 1924 року, відповідно до рішення Волинської ГАТК (протокол № 6/1 «Про зміни в межах округів, районів і сільрад»), до складу ради передані хутір Остров'ї (Острови) та слобода Теклівка Дівошинської сільської ради Словечанського району. Станом на 17 грудня 1926 року в підпорядкуванні ради числилися хутори Борухів, Бугера, Вороб'ї, Газівка, Гать, Гріхин, Гудзій, Кебла, Ковдлі, Коменда, Котів, Левківський Млин (Левковицький Млинок), Ляхове Селище, Сави, Себи, Сукачі, Фащуки, Хоронжі, Шершевичі, Яндзуків. На 1 жовтня 1941 року хутори Борухів, Бугера, Вороб'ї, Газівка, Гать, Гріхин, Гудзій, Кебла, Ковдлі, Коменда, Котів, Ляхове Селище, Сави, Себи, Сукачі, Фащуки, Хоронжі, Шершевичі та Яндзуків не перебували на обліку населених пунктів. У 1946 році с. Теклівка передане до складу Хлуплянської сільської ради Словечанського району.
Станом на 1 вересня 1946 року сільська рада входила до складу Словечанського району Житомирської області, на обліку в раді перебували села Левковичі, Острови та х. Левковицький Млинок.
На 1 січня 1972 року сільська рада входила до складу Овруцького району Житомирської області, на обліку в раді перебували села Левковичі, Левковицький Млинок та Острови.
Припинила існування 20 грудня 2019 року через приєднання до складу Овруцької міської територіальної громади Овруцького району Житомирської області.
Входила до складу Словечанського (7.03.1923 р.) та Овруцького (30.12.1962 р.) районів.